# Wiktor Fjodorowitsch Bolchowitinow
Wiktor Fjodorowitsch Bolchowitinow (russisch Виктор Фёдорович Болховитинов, wiss. Transliteration Viktor Fëdorovič Bolchovitinov; * 23. Januarjul. / 4. Februar 1899greg. in Saratow; † 29. Januar 1970 in Moskau) war ein sowjetischer Flugzeugkonstrukteur.

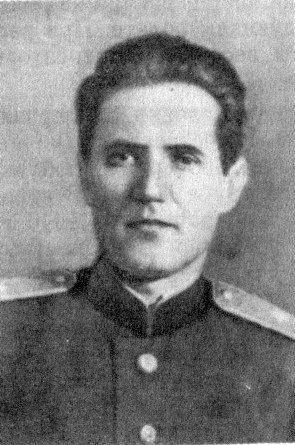
Wiktor Fjodorowitsch Bolchowitinow

## Leben
Bolchowitinow kam bereits 1919 zum ersten Mal mit der Luftfahrttechnik in Kontakt. Er ging an die Schukowski-Akademie und konstruierte 1924 sein erstes Segelflugzeug. 1926 verließ er als einer der ersten Studenten diese Akademie mit einem Abschluss. Unter seiner Leitung entstand in den Jahren 1934–1936 der Bomberprototyp DB-A, der im November 1936 Weltrekorde in erreichter maximaler Flughöhe aufstellte (10000 kg Nutzlast: 7032 m; 13000 kg: 4535 m).
Bolchowitinow trat 1937 der Kommunistischen Allunions-Partei (Bolschewiki) (WKP(B)), der späteren KPdSU, bei und erhielt einen eigenen Lehrstuhl an der Schukowski-Akademie.
1938 begann er mit der Konstruktion von strahlgetriebenen Flugzeugen. Aufgrund seiner Ergebnisse wurde er 1939 Chefkonstrukteur des OKB 293 in Chimki, das sich speziell mit der Entwicklung von Raketenflugzeugen beschäftigte. Diese Bemühungen führten 1940 zur Erprobung eines ersten, mit einem Flüssigtreibstoffraketentriebwerk ausgerüsteten umgebauten Segelflugzeuges, dem Projekt RP-318-I, das am 28. Februar 1940 erstmals flog. Diese Versuche führten zur Entwicklung des Raketenjägers Beresnjak-Isajew BI-1, das unter Leitung Bolchowitinow entstand und erprobt wurde.
1943 wurde er zum Generalmajor des Fliegeringenieurdienstes ernannt, 1947 erhielt er den Doktortitel der technischen Wissenschaften und 1949 schließlich ernannte man ihn zum Professor an der Schukowski-Akademie
Für seine Arbeiten erhielt Bolchowitinow zweimal den Leninorden verliehen. Er verfasste zahlreiche Schriften über die Luftfahrttechnik.